# 第三次世界大战 (电影)
《第三次世界大战》（英語：Moondraam Ullaga Por）是2016年由Sugan Kartthi导演的印度泰米尔语反乌托邦戰爭片。

## 剧情
2022年8月7日，中国向印度不宣而战。战争以印度胜利并占领1.5万平方公里中国领土告终；2025年，陆军少校Saravanan被中国军队绑架，中国军官Lim Bai Huai质问Saravanan如何破坏“消灭100万印度人任务”（中国方面派出实施爆炸的100名死士混入印度，每人炸死100万印度人）的，Saravanan经受了一系列的酷刑依然守口如瓶。Saravanan牢房隔壁的日本人帮助Saravanan成功越狱，在越狱后不久再次被捕。这次Saravanan被关进了一艘海下潜艇，在这里Lim Bai Huai与Saravanan发生了争吵，Saravanan被注射了名为“电磁化学液体炸弹”的毒性液体，此后Saravanan杀死Lim Bai Huai及其手下，自己变成了丧尸并引爆了整个潜艇。Saravanan牺牲后，媒体对其进行了广泛报道并向政府施压，最终，印度政府废除了中印贸易协议。2025年的中印经济战，再次以中国失败而告终。

## 演员
- Sunil Kumar 饰演 Major Saravanan
- Akhila Kishore 饰演 Madhivadhani
- 黄振富（Wilson Ng）[2] 饰演 Lim Bai Huai
- Avinash 饰演 Subramaniam
- Jeeva Ravi 饰演 Ravi
- Jeniffer 饰演 Saravanan's mother
- Sabari 饰演 Mugundhan
- Nafi 饰演 Dr. Nafi
- Hamsa
- Raj Kish
- Siva Ganesh 饰演 Kiran Nair
- Aravind 饰演 Robhindra Singh
- Karthick Rajendran 饰演 Pon Manickam

## 外部連結
- 互联网电影数据库（IMDb）上《第三次世界大战》的资料（英文）